# Badminton 1907
Höhepunkte des Badmintonjahres 1907 waren die All England, die Irish Open und die Scottish Open.
==Internationale Veranstaltungen ==
| Veranstaltung | Herreneinzel       | Dameneinzel  | Herrendoppel                       | Damendoppel                   | Mixed                           |
| ------------- | ------------------ | ------------ | ---------------------------------- | ----------------------------- | ------------------------------- |
| All England   | Norman Wood        | Meriel Lucas | Albert Davis Prebble Norman Wood   | G. L. Murray Meriel Lucas     | George Alan Thomas G. L. Murray |
| Irish Open    | Arthur Cave        | -            | Blayney Hamilton Thomas D. Good    | Hazel Hogarth Mary K. Bateman | Norman Wood Hazel Hogarth       |
| Scottish Open | George Alan Thomas | -            | George Alan Thomas R. G. P. Hunter | F. A. Todd V. I. Todd         | George Alan Thomas G. L. Murray |

## Terminkalender
| Veranstaltung                  | Ort            | Datum                        |
| ------------------------------ | -------------- | ---------------------------- |
| Middlesex Championships        | Ealing         | 1. bis 2. Januar 1907        |
| Scottish Open                  | Aberdeen       | Januar 1907                  |
| Irish Open                     |                | Februar 1907                 |
| North London Championships     | London         | Februar 1907                 |
| Surrey Championships           | Richmond       | 23. Februar 1907             |
| All England                    | London         | 27. Februar bis 2. März 1907 |
| North London Championships     | Haringey       | 12. bis 13. Dezember 1907    |
| South of England Championships | Crystal Palace | 7. bis 8. März 1907          |
| Hampshire Championships        |                | 1907                         |
| Northern Championships         |                | 1907                         |